# Petrovce (Rimavská Sobota)
Petrovce, ungarisch Péterfalva (ungarisch auch Gömörpéterfala oder Péterfala) ist eine Gemeinde in der südlichen Mittelslowakei mit 210 Einwohnern (Stand 31. Dezember 2024), die im Okres Rimavská Sobota, einem Kreis des Banskobystrický kraj, liegt.

## Geographie
Die Gemeinde befindet sich im Bergland Cerová vrchovina, im Quellbereich des Baches Mačací potok im Einzugsgebiet der Rimava, direkt an der Staatsgrenze zu Ungarn. Das Ortszentrum liegt auf einer Höhe von 240 m n.m. und ist 22 Kilometer von Fiľakovo sowie 30 Kilometer von Rimavská Sobota entfernt.
Nachbargemeinden sind Gemerské Dechtáre im Norden, Jestice im Nordosten, Domaháza (H) im Osten, Zabar (H) im Südosten, Cered (H) im Süden, Gemerský Jablonec im Südwesten und Dubno im Westen.

## Geschichte
Petrovce wurde zum ersten Mal 1244 als Petri schriftlich erwähnt. 1427 besaß hier ein gewisser Tamás Recsky fünf Porta. Anschließend erweiterte sich der Ort durch Waldrodungen und war Besitz des Landadels. Im Mittelalter gab es in der Nähe Orte wie Kökényes, Sáros, Répás, Eperjes und Tamástelke, die allerdings im Laufe der Zeit sich verkleinerten und schließlich verödeten. In der Zeit der Türkenkriege flüchteten die meisten Einwohner, 1683 wurde der Ort sowohl von türkischen als auch kaiserlichen Truppen verwüstet. 1773 wohnten hier 12 leibeigene Familien, 1828 zählte man 49 Häuser und 489 Einwohner, die als Landwirte beschäftigt waren.
Bis 1918/19 gehörte der im Komitat Gemer und Kleinhont liegende Ort zum Königreich Ungarn und kam danach zur Tschechoslowakei beziehungsweise heute Slowakei. Auf Grund des Ersten Wiener Schiedsspruchs lag er von 1938 bis 1944 noch einmal in Ungarn.

## Bevölkerung
| Jahr                | 1994 | 2004    | 2014     | 2024    |
| ------------------- | ---- | ------- | -------- | ------- |
| Anzahl der Personen | 296  | 259     | 233      | 210     |
| Unterschied         |      | −12,5 % | −10,03 % | −9,87 % |

| Jahr                | 2023 | 2024    |
| ------------------- | ---- | ------- |
| Anzahl der Personen | 201  | 210     |
| Unterschied         |      | +4,47 % |

Gemäß der Volkszählung 2011 wohnten in Petrovce 250 Einwohner, davon 215 Magyaren und 16 Slowaken. 19 Einwohner machten keine Angabe zur Ethnie.
206 Einwohner bekannten sich zur römisch-katholischen Kirche, acht Einwohner zur reformierten Kirche, vier Einwohner zu den Siebenten-Tags-Adventisten und ein Einwohner zur Evangelischen Kirche A. B. 10 Einwohner waren konfessionslos und bei 21 Einwohnern wurde die Konfession nicht ermittelt.

## Baudenkmäler
- Ruinen einer romanischen Kirche aus dem 13. Jahrhundert